# Стадион Хорхе Басадре
Стадион Хорхе Басадре (шп. Estadio Jorge Basadre Grohmann) је вишенаменски стадион у Такни, Перу. Изграђен је 1954. године. Између 1954. и 2004. овај стадион се звао Естадио Модело. Стадион се углавном користи за фудбалске утакмице, фудбалски клуб Коронел Бологнеси користи овај стадион. Стадион има места за 19.850 гледалаца. Стадион је добио име по Хоргеу Басадре Грохману (1903–1980), перуанском историчару.

## Интернационалне утакмице
Стадион је реновиран 2004. године и да би се могао користити за утакмице на Копа Америка 2004. Тај турнир се играо у Перуу од 6. до 25. јула. На овом стадиону одржане су 2 утакмице, једна у групној фази турнира и четвртфинале између Парагваја и Уругваја (1–3).
| № | Датум         | Екипа              | Резултат | Турнир                            | Посетилаца |
| - | ------------- | ------------------ | -------- | --------------------------------- | ---------- |
| 1 | 14. јул 2004. | Костарика – Чиле   | 2:1      | Копа Америка 2004. – групна фаза  | 20.000     |
| 2 | 18. јул 2004. | Парагвај – Уругвај | 1:3      | Копа Америка 2004. – четвртфинале | 19.850     |

Године 2011. стадион је поново коришћен за међународни турнир. Овај пут ya Јужноамеричко фудбалско првенство до 20 година - 2011, које се одржало у Перуу од 16. јануара до 12. фебруара. Одиграно је 8 утакмица у групама.

## Утакмице репрезентације Перуа
| Датум       | Екипе | Резултат | Посета   | Такмичење                 |
| ----------- | ----- | -------- | -------- | ------------------------- |
| 17/08/2005. | Перу  | 3:1      | Чиле     | Пријатељска               |
| 12/10/2005. | Перу  | 4:1      | Боливија | Квалификације за СП 2006. |
| 11/10/2006. | Перу  | 0:1      | Чиле     | Пацифички куп 2006.       |
| 11/04/2012. | Перу  | 0:3      | Чиле     | Пацифички куп 2012.       |